# Orthorhinella
Orthorhinella is een geslacht van halfvleugeligen uit de familie schuimcicaden (Cercopidae). De wetenschappelijke naam van dit geslacht is voor het eerst geldig gepubliceerd in 1910 door Schmidt.

## Soorten
Het geslacht Orthorhinella  is monotypisch en omvat slechts de volgende soort:
- Orthorhinella anthracina Schmidt, 1910